# Viola decumbens
Viola decumbens är en violväxtart som beskrevs av Carl von Linné d.y.. Viola decumbens ingår i släktet violer, och familjen violväxter. Utöver nominatformen finns också underarten V. d. scrotiformis.